# Wereldkampioenschap voetbal 1974 (kwalificatie AFC & OFC)
In totaal schreven 15 landen zich in om mee te doen aan de kwalificatie van het Wereldkampioenschap voetbal 1974. Er was één plek beschikbaar. Sri Lanka, India, en de Filipijnen trokken zich echter terug. In de finaleronde bleek Australië de sterkste, dat land kwalificeerde zich voor het hoofdtoernooi. Het toernooi duurde van 4 maart 1973 tot en met 13 november 1973.

## Gekwalificeerd land
| FIFA-lid  | Kwalificatie | Aantal dln. (incl. 1974) | Dln. op rij | Eerste dln. | Laatste dln. | Titels (excl. 1974) | Beste prestatie |
| --------- | ------------ | ------------------------ | ----------- | ----------- | ------------ | ------------------- | --------------- |
| Australië | Finale       | 1e                       | 1           | n.v.t.      | n.v.t.       | n.v.t.              | n.v.t.          |

## Groepen en wedstrijden

### Zone A
Zone A bestond uit West-Aziatische landen samen met Israël, dat om politieke redenen niet tegen de Arabische landen kon spelen. Opvallendste deelnemer aan het toernooi was Zuid-Vietnam, een land, dat twee jaar later niet meer bestond vanwege de uitkomst van de Vietnamoorlog. Er werd een toernooi gespeeld in de Zuid-Koreaanse hoofdstad Seoel, de finale ging zoals verwacht tussen Israël en Zuid-Korea, het thuisland won in de verlenging met 1-0 door een doelpunt van Bum-Kum Cha, later een succesvolle speler bij de Duitse clubs Eintracht Frankfurt en Bayer Leverkusen. 

#### Classificatiewedstrijden
Deze wedstrijden worden gespeeld om te bepalen welke landen in welke poule terecht komen. Op basis van deze wedstrijden werd bepaald van Zuid-Vietnam, Japen en Hongkong in groep 1 werden geplaatst en Israël, Maleisië en Zuid-Korea in groep 2.
|                                |                       |       |          |                                                                           |
| 16 mei 1973 «onderlinge duels» | Zuid-Vietnam          | 1 – 0 | Thailand | Seoulstadion, Seoel Toeschouwers: 4.091 Scheidsrechter: Les Coffman (NZL) |
| 16 mei 1973 «onderlinge duels» | Meelarpkit 83' (e.d.) |       |          | Seoulstadion, Seoel Toeschouwers: 4.091 Scheidsrechter: Les Coffman (NZL) |

|                                                  |                                |         |                      |                                                                             |
| 16 mei 1973 «onderlinge duels» 19:45 uur (UTC+9) | Israël                         | 2 – 1   | Japan                | Seoulstadion, Seoel Toeschouwers: 4.091 Scheidsrechter: Tony Bosković (AUS) |
| 16 mei 1973 «onderlinge duels» 19:45 uur (UTC+9) | Moshe Onana 5' Moshe Onana 61' | verslag | 28' Shusaku Hirasawa | Seoulstadion, Seoel Toeschouwers: 4.091 Scheidsrechter: Tony Bosković (AUS) |

|                                |                 |         |          |                                                                          |
| 17 mei 1973 «onderlinge duels» | Hongkong        | 1 – 0   | Maleisië | Seoulstadion, Seoel Toeschouwers: 188 Scheidsrechter: Mahomed Azam (IND) |
| 17 mei 1973 «onderlinge duels» | Lo Hung-Hoi 53' | verslag |          | Seoulstadion, Seoel Toeschouwers: 188 Scheidsrechter: Mahomed Azam (IND) |

#### Groep 1
| Pos | Land         | Wed | Win | Gel | Ver | DV | DT | +/− | Pnt | kwal.        |
| --- | ------------ | --- | --- | --- | --- | -- | -- | --- | --- | ------------ |
| 1   | Hongkong     | 2   | 2   | 0   | 0   | 2  | 0  | +2  | 4   | Halve finale |
| 2.  | Japan        | 2   | 1   | 0   | 1   | 4  | 1  | +3  | 2   | Halve finale |
| 3.  | Zuid-Vietnam | 2   | 0   | 0   | 2   | 0  | 5  | –5  | 0   |              |

|                                |                                            |       |              |                                                                           |
| 20 mei 1973 «onderlinge duels» | Japan                                      | 4 – 0 | Zuid-Vietnam | Seoulstadion, Seoel Toeschouwers: 6.352 Scheidsrechter: Les Coffman (NZL) |
| 20 mei 1973 «onderlinge duels» | Kamamoto 6', 86' Mori 19' Quang 54' (e.d.) |       |              | Seoulstadion, Seoel Toeschouwers: 6.352 Scheidsrechter: Les Coffman (NZL) |

|                                |                  |         |       |                                                                         |
| 22 mei 1973 «onderlinge duels» | Hongkong         | 1 – 0   | Japan | Seoulstadion, Seoel Toeschouwers: 10.871 Scheidsrechter: Bosković (AUS) |
| 22 mei 1973 «onderlinge duels» | Kwok Ka-ming 83' | verslag |       | Seoulstadion, Seoel Toeschouwers: 10.871 Scheidsrechter: Bosković (AUS) |

|                                |                   |       |              |                                                                            |
| 24 mei 1973 «onderlinge duels» | Hongkong          | 1 – 0 | Zuid-Vietnam | Seoulstadion, Seoel Toeschouwers: 6.352 Scheidsrechter: Aing Kim Ean (CAM) |
| 24 mei 1973 «onderlinge duels» | Yuen Kuen-Chu 68' |       |              | Seoulstadion, Seoel Toeschouwers: 6.352 Scheidsrechter: Aing Kim Ean (CAM) |

#### Groep 2
| Pos | Land       | Wed | Win | Gel | Ver | DV | DT | +/− | Pnt | kwal.        |
| --- | ---------- | --- | --- | --- | --- | -- | -- | --- | --- | ------------ |
| 1   | Israël     | 3   | 2   | 1   | 0   | 9  | 0  | +9  | 5   | Halve finale |
| 2.  | Zuid-Korea | 3   | 1   | 2   | 0   | 4  | 0  | +4  | 4   | Halve finale |
| 3.  | Maleisië   | 3   | 1   | 1   | 1   | 2  | 3  | –1  | 3   |              |
| 4.  | Thailand   | 3   | 0   | 0   | 3   | 0  | 12 | –12 | 0   |              |

|                                |                                                 |       |          |                                                                            |
| 19 mei 1973 «onderlinge duels» | Israël                                          | 3 – 0 | Maleisië | Seoulstadion, Seoel Toeschouwers: 6.352 Scheidsrechter: Aing Kim Ean (CAM) |
| 19 mei 1973 «onderlinge duels» | Zvi Farkash 50' Itzhak Shum 62' Moshe Onana 82' |       |          | Seoulstadion, Seoel Toeschouwers: 6.352 Scheidsrechter: Aing Kim Ean (CAM) |

|                                |                                                          |       |          |                                                                             |
| 19 mei 1973 «onderlinge duels» | Zuid-Korea                                               | 4 – 0 | Thailand | Seoulstadion, Seoel Toeschouwers: 50.000 Scheidsrechter: Ruslan Hatta (IND) |
| 19 mei 1973 «onderlinge duels» | Cha Bum-kun 52' Kim Jae-Han 63' Chung Kyu-Poong 79', 84' |       |          | Seoulstadion, Seoel Toeschouwers: 50.000 Scheidsrechter: Ruslan Hatta (IND) |

|                                |            |       |          |                                                                          |
| 21 mei 1973 «onderlinge duels» | Zuid-Korea | 0 – 0 | Maleisië | Seoulstadion, Seoel Toeschouwers: 5.554 Scheidsrechter: U Tin Thut (MYA) |
| 21 mei 1973 «onderlinge duels» |            |       |          | Seoulstadion, Seoel Toeschouwers: 5.554 Scheidsrechter: U Tin Thut (MYA) |

|                                | |       |          |                                                                                      |
| 21 mei 1973 «onderlinge duels» | Israël | 6 – 0 | Thailand | Seoulstadion, Seoel Toeschouwers: 5.554 Scheidsrechter: Harpajan Singh Dhillon (SIN) |
| 21 mei 1973 «onderlinge duels» | George Borba 12' Mordechai Spiegler 62' Itzhak Shum 69' Zvi Rozen 73' Moshe Onana 78' Zvi Rozen 84' (pen.) |       |          | Seoulstadion, Seoel Toeschouwers: 5.554 Scheidsrechter: Harpajan Singh Dhillon (SIN) |

|                                |            |       |        |                                                                          |
| 23 mei 1973 «onderlinge duels» | Zuid-Korea | 0 – 0 | Israël | Seoulstadion, Seoel Toeschouwers: 6.222 Scheidsrechter: U Tin Thut (BIR) |
| 23 mei 1973 «onderlinge duels» |            |       |        | Seoulstadion, Seoel Toeschouwers: 6.222 Scheidsrechter: U Tin Thut (BIR) |

|                                |                        |       |          |                                                                            |
| 23 mei 1973 «onderlinge duels» | Maleisië               | 2 – 0 | Thailand | Seoulstadion, Seoel Toeschouwers: 6.222 Scheidsrechter: Mahomed Azam (IND) |
| 23 mei 1973 «onderlinge duels» | Abdullah 70' Jusoh 89' |       |          | Seoulstadion, Seoel Toeschouwers: 6.222 Scheidsrechter: Mahomed Azam (IND) |

#### Knock-outfase
|  | halve finale   | halve finale   |  |        | finale         | finale         |
|  |                |                |  |        |                |                |
|  | 26 mei – Seoel |                |  |        |                |                |
|  | Zuid-Korea     | 3              |  |        |                |                |
|  | Hongkong       | 1              |  |        | 28 mei – Seoel | 28 mei – Seoel |
|  |                |                |  |        | Zuid-Korea     | 0              |
|  | 26 mei – Seoel | 26 mei – Seoel |  | Israël | 1              |                |
|  | Japan          | 0              |  |        |                |                |
|  | Israël         | 1              |  |        |                |                |

Halve finale
|                                |                                                      |       |                  |                                                                             |
| 26 mei 1973 «onderlinge duels» | Zuid-Korea                                           | 3 – 1 | Hongkong         | Seoelstadion, Seoel Toeschouwers: 35.000 Scheidsrechter: Ruslan Hatta (IND) |
| 26 mei 1973 «onderlinge duels» | Kim Jae-Han 45' Park Yi-Chun 52' Chung Kyu-Poong 72' |       | 5' Yuen Kuen-Chu | Seoelstadion, Seoel Toeschouwers: 35.000 Scheidsrechter: Ruslan Hatta (IND) |

|                                                  |                 |              |       |                                                                                      |
| 26 mei 1973 «onderlinge duels» 16:45 uur (UTC+9) | Israël          | 1 – 0 (n.v.) | Japan | Seoulstadion, Seoel Toeschouwers: 6.008 Scheidsrechter: Harpajan Singh Dhillon (SIN) |
| 26 mei 1973 «onderlinge duels» 16:45 uur (UTC+9) | Moshe Onana 96' |              |       | Seoulstadion, Seoel Toeschouwers: 6.008 Scheidsrechter: Harpajan Singh Dhillon (SIN) |

Finale
|                                |                   |              |        |                                                                          |
| 28 mei 1973 «onderlinge duels» | Zuid-Korea        | 1 – 0 (n.v.) | Israël | Seoulstadion, Seoel Toeschouwers: 6.213 Scheidsrechter: U Tin Thut (BIR) |
| 28 mei 1973 «onderlinge duels» | Hon Joo-wook 109' |              |        | Seoulstadion, Seoel Toeschouwers: 6.213 Scheidsrechter: U Tin Thut (BIR) |

Zuid-Korea naar de finaleronde.

### Zone B
Zone B bestond uit de Arabische- en Oceanische landen, aangevuld met Indonesië en Noord-Korea, dat om politieke redenen niet tegen Zuid-Korea kon spelen. Er werden twee toernooien georganiseerd in Iran en Australië. Iran was voor de laatste speeldag zeker van de finale en kon zich een nederlaag tegen Syrië permitteren. Australië haalde de finalepoule met één punt voorsprong op Irak. Australië begon met een veilige 3-0 voorsprong, maar kreeg het in Teheran nog knap benauwd, maar men hield de schade beperkt tot 2-0. Australië plaatste zich nu voor de finale tegen Zuid-Korea.

#### Groep 3
| Pos | Land        | Wed | Win | Gel | Ver | DV | DT | +/− | Pnt | kwal   |
| --- | ----------- | --- | --- | --- | --- | -- | -- | --- | --- | ------ |
| 1   | Iran        | 6   | 4   | 1   | 1   | 7  | 3  | +4  | 9   | Finale |
| 2.  | Syrië       | 6   | 3   | 1   | 2   | 6  | 6  | 0   | 7   |        |
| 3.  | Noord-Korea | 6   | 1   | 3   | 2   | 5  | 5  | 0   | 5   |        |
| 4.  | Koeweit     | 6   | 1   | 1   | 4   | 4  | 8  | –4  | 3   |        |

|                                                    |                         |       |                 |                                                                                   |
| 4 mei 1973 «onderlinge duels» 16:00 uur (UTC+3:30) | Syrië                   | 2 – 1 | Koeweit         | Aryamehrstadion, Teheran Toeschouwers: 63.366 Scheidsrechter: Ong Eng Young (SIN) |
| 4 mei 1973 «onderlinge duels» 16:00 uur (UTC+3:30) | Chahrestan 62' Nano 65' |       | 57' Al Duraihem | Aryamehrstadion, Teheran Toeschouwers: 63.366 Scheidsrechter: Ong Eng Young (SIN) |

|                                                    |      |       |             |                                                                                   |
| 4 mei 1973 «onderlinge duels» 18:00 uur (UTC+3:30) | Iran | 0 – 0 | Noord-Korea | Aryamehrstadion, Teheran Toeschouwers: 63.366 Scheidsrechter: M. Ramalingam (MAS) |
| 4 mei 1973 «onderlinge duels» 18:00 uur (UTC+3:30) |      |       |             | Aryamehrstadion, Teheran Toeschouwers: 63.366 Scheidsrechter: M. Ramalingam (MAS) |

|                                                    |                  |       |                |                                                                                   |
| 6 mei 1973 «onderlinge duels» 16:00 uur (UTC+3:30) | Noord-Korea      | 1 – 1 | Syrië          | Aryamehrstadion, Teheran Toeschouwers: 11.940 Scheidsrechter: Vijit Getkaew (THA) |
| 6 mei 1973 «onderlinge duels» 16:00 uur (UTC+3:30) | Kim Jong-Min 53' |       | 71' Chahrestan | Aryamehrstadion, Teheran Toeschouwers: 11.940 Scheidsrechter: Vijit Getkaew (THA) |

|                                                    |                         |       |            |                                                                                 |
| 6 mei 1973 «onderlinge duels» 18:00 uur (UTC+3:30) | Iran                    | 2 – 1 | Koeweit    | Aryamehrstadion, Teheran Toeschouwers: 11.940 Scheidsrechter: Er Wee Kiam (MAS) |
| 6 mei 1973 «onderlinge duels» 18:00 uur (UTC+3:30) | Vafakhah 23' Parvin 56' |       | 83' Kameel | Aryamehrstadion, Teheran Toeschouwers: 11.940 Scheidsrechter: Er Wee Kiam (MAS) |

|                                                    |             |       |         |                                                                              |
| 8 mei 1973 «onderlinge duels» 16:00 uur (UTC+3:30) | Noord-Korea | 0 – 0 | Koeweit | Aryamehrstadion, Teheran Toeschouwers: 22.362 Scheidsrechter: Alex Vaz (IND) |
| 8 mei 1973 «onderlinge duels» 16:00 uur (UTC+3:30) |             |       |         | Aryamehrstadion, Teheran Toeschouwers: 22.362 Scheidsrechter: Alex Vaz (IND) |

|                                                    |               |       |       |                                                                                     |
| 8 mei 1973 «onderlinge duels» 18:00 uur (UTC+3:30) | Iran          | 1 – 0 | Syrië | Aryamehrstadion, Teheran Toeschouwers: 6.028 Scheidsrechter: Manit Sridaranop (THA) |
| 8 mei 1973 «onderlinge duels» 18:00 uur (UTC+3:30) | Kargarjam 85' |       |       | Aryamehrstadion, Teheran Toeschouwers: 6.028 Scheidsrechter: Manit Sridaranop (THA) |

|                                                     |                          |       |                  |                                                                                   |
| 11 mei 1973 «onderlinge duels» 16:00 uur (UTC+3:30) | Iran                     | 2 – 1 | Noord-Korea      | Aryamehrstadion, Teheran Toeschouwers: 53.829 Scheidsrechter: Ong Eng Young (SIN) |
| 11 mei 1973 «onderlinge duels» 16:00 uur (UTC+3:30) | Monajati 19' Sadeghi 89' |       | 48' Pak Sung-Jin | Aryamehrstadion, Teheran Toeschouwers: 53.829 Scheidsrechter: Ong Eng Young (SIN) |

|                                                     |                         |       |         |                                                                                     |
| 11 mei 1973 «onderlinge duels» 18:00 uur (UTC+3:30) | Syrië                   | 2 – 0 | Koeweit | Aryamehrstadion, Teheran Toeschouwers: 53.829 Scheidsrechter: Hamza Ali Mirza (BHR) |
| 11 mei 1973 «onderlinge duels» 18:00 uur (UTC+3:30) | Said 18' Chahrestan 90' |       |         | Aryamehrstadion, Teheran Toeschouwers: 53.829 Scheidsrechter: Hamza Ali Mirza (BHR) |

|                                                     |                                  |       |       |                                                         |
| 13 mei 1973 «onderlinge duels» 16:00 uur (UTC+3:30) | Noord-Korea                      | 3 – 0 | Syrië | Aryamehrstadion, Teheran Scheidsrechter: Alex Vaz (IND) |
| 13 mei 1973 «onderlinge duels» 16:00 uur (UTC+3:30) | An See-Uk 30' Ma Jung-U 39', 77' |       |       | Aryamehrstadion, Teheran Scheidsrechter: Alex Vaz (IND) |

|                                                     |                                    |       |         |                                                                                      |
| 13 mei 1973 «onderlinge duels» 18:00 uur (UTC+3:30) | Iran                               | 2 – 0 | Koeweit | Aryamehrstadion, Teheran Toeschouwers: 18.154 Scheidsrechter: Manit Sridaranop (THA) |
| 13 mei 1973 «onderlinge duels» 18:00 uur (UTC+3:30) | Ghelichkhani 60' (pen) Djabari 74' |       |         | Aryamehrstadion, Teheran Toeschouwers: 18.154 Scheidsrechter: Manit Sridaranop (THA) |

|                                |             |       |      |                                                                                       |
| 15 mei 1973 «onderlinge duels» | Syrië       | 1 – 0 | Iran | Aryamehrstadion, Teheran Toeschouwers: 22.362 Scheidsrechter: Sarkis Demirdjian (LIB) |
| 15 mei 1973 «onderlinge duels» | Tatiche 12' |       |      | Aryamehrstadion, Teheran Toeschouwers: 22.362 Scheidsrechter: Sarkis Demirdjian (LIB) |

|                                |                   |       |             |                                                                                  |
| 15 mei 1973 «onderlinge duels» | Koeweit           | 2 – 0 | Noord-Korea | Aryamehrstadion, Teheran Toeschouwers: 6.028 Scheidsrechter: Vijit Getkaew (THA) |
| 15 mei 1973 «onderlinge duels» | Bo Hamad 31', 51' |       |             | Aryamehrstadion, Teheran Toeschouwers: 6.028 Scheidsrechter: Vijit Getkaew (THA) |

#### Groep 4
| Pos | Land          | Wed | Win | Gel | Ver | DV | DT | +/− | Pnt | kwal   |
| --- | ------------- | --- | --- | --- | --- | -- | -- | --- | --- | ------ |
| 1   | Australië     | 6   | 3   | 3   | 0   | 15 | 6  | +9  | 9   | Finale |
| 2.  | Irak          | 6   | 3   | 2   | 1   | 11 | 6  | +5  | 8   |        |
| 3.  | Indonesië     | 6   | 1   | 2   | 3   | 6  | 13 | –7  | 4   |        |
| 4.  | Nieuw-Zeeland | 6   | 0   | 3   | 3   | 5  | 12 | –7  | 3   |        |

|                                 |               |       |              |                                                                                   |
| 4 maart 1973 «onderlinge duels» | Nieuw-Zeeland | 1 – 1 | Australië    | Newmarket Ground, Auckland Toeschouwers: 12.000 Scheidsrechter: Luk Tat Sun (HKG) |
| 4 maart 1973 «onderlinge duels» | Turner 57'    |       | 85' Campbell | Newmarket Ground, Auckland Toeschouwers: 12.000 Scheidsrechter: Luk Tat Sun (HKG) |

|                                  |                       |       |               |                                                                                     |
| 11 maart 1973 «onderlinge duels» | Indonesië             | 1 – 1 | Nieuw-Zeeland | Sydney Sports Ground, Sydney Toeschouwers: 28.514 Scheidsrechter: K Mahendran (MAS) |
| 11 maart 1973 «onderlinge duels» | Sarman Panggabean 13' |       | 74' Vest      | Sydney Sports Ground, Sydney Toeschouwers: 28.514 Scheidsrechter: K Mahendran (MAS) |

|                                  |                              |       |          |                                                                                             |
| 11 maart 1973 «onderlinge duels» | Australië                    | 3 – 1 | Irak     | Sydney Sports Ground, Sydney Toeschouwers: 28.514 Scheidsrechter: Govindasamy Suppiah (SIN) |
| 11 maart 1973 «onderlinge duels» | Richards 49' Alston 80', 85' |       | 89' Nuri | Sydney Sports Ground, Sydney Toeschouwers: 28.514 Scheidsrechter: Govindasamy Suppiah (SIN) |

|                                  |                       |       |               |                                                                                          |
| 13 maart 1973 «onderlinge duels» | Irak                  | 2 – 0 | Nieuw-Zeeland | Sydney Sports Ground, Sydney Toeschouwers: 12.763 Scheidsrechter: Fernando Alvarez (PHI) |
| 13 maart 1973 «onderlinge duels» | Rashid 10' Hattem 40' |       |               | Sydney Sports Ground, Sydney Toeschouwers: 12.763 Scheidsrechter: Fernando Alvarez (PHI) |

|                                  |                         |       |                  |                                                                                     |
| 13 maart 1973 «onderlinge duels» | Australië               | 2 – 1 | Indonesië        | Sydney Sports Ground, Sydney Toeschouwers: 12.763 Scheidsrechter: Dau Van Dzu (VSO) |
| 13 maart 1973 «onderlinge duels» | Campbell 23' Alston 42' |       | 36' Iswadi Idris | Sydney Sports Ground, Sydney Toeschouwers: 12.763 Scheidsrechter: Dau Van Dzu (VSO) |

|                                  |            |       |                  |                                                                                     |
| 16 maart 1973 «onderlinge duels» | Irak       | 1 – 1 | Indonesië        | Sydney Sports Ground, Sydney Toeschouwers: 14.071 Scheidsrechter: Kim Joo-Wom (KOR) |
| 16 maart 1973 «onderlinge duels» | Kadhim 23' |       | 43' Iswadi Idris | Sydney Sports Ground, Sydney Toeschouwers: 14.071 Scheidsrechter: Kim Joo-Wom (KOR) |

|                                  |                                         |       |                                      |                                                                                     |
| 16 maart 1973 «onderlinge duels» | Australië                               | 3 – 3 | Nieuw-Zeeland                        | Sydney Sports Ground, Sydney Toeschouwers: 14.071 Scheidsrechter: K Mahendran (MAS) |
| 16 maart 1973 «onderlinge duels» | Utjesenovic 11' Baartz 19' Buljevic 26' |       | 10' Vest 50' Tindall 86' (e.d.) Hogg | Sydney Sports Ground, Sydney Toeschouwers: 14.071 Scheidsrechter: K Mahendran (MAS) |

|                                  |           |       |      |                                                                                        |
| 18 maart 1973 «onderlinge duels» | Australië | 0 – 0 | Irak | Olympic Park, Melbourne Toeschouwers: 10.684 Scheidsrechter: Masatoshi Nagashima (JPN) |
| 18 maart 1973 «onderlinge duels» |           |       |      | Olympic Park, Melbourne Toeschouwers: 10.684 Scheidsrechter: Masatoshi Nagashima (JPN) |

|                                  |                     |       |               |                                                                                        |
| 18 maart 1973 «onderlinge duels» | Indonesië           | 1 – 0 | Nieuw-Zeeland | Olympic Park, Melbourne Toeschouwers: 10.684 Scheidsrechter: Govindasamy Suppiah (SIN) |
| 18 maart 1973 «onderlinge duels» | Tillotson 7' (e.d.) |       |               | Olympic Park, Melbourne Toeschouwers: 10.684 Scheidsrechter: Govindasamy Suppiah (SIN) |

|                                  |                                    |       |                                         |                                                                                    |
| 21 maart 1973 «onderlinge duels» | Irak                               | 3 – 2 | Indonesië                               | Sydney Sports Ground, Sydney Toeschouwers: 2.869 Scheidsrechter: Luk Tat Sun (HKG) |
| 21 maart 1973 «onderlinge duels» | Aziz 22' (pen.) Ubeed 33' Nuri 72' |       | 25' Sarman Panggabean 58' Andjas Asmara | Sydney Sports Ground, Sydney Toeschouwers: 2.869 Scheidsrechter: Luk Tat Sun (HKG) |

|                                  |                                |       |               |                                                                                     |
| 24 maart 1973 «onderlinge duels» | Irak                           | 4 – 0 | Nieuw-Zeeland | Sydney Sports Ground, Sydney Toeschouwers: 12.390 Scheidsrechter: Kim Joo-Won (KOR) |
| 24 maart 1973 «onderlinge duels» | Hattem 4', 15', 67' Kadhim 23' |       |               | Sydney Sports Ground, Sydney Toeschouwers: 12.390 Scheidsrechter: Kim Joo-Won (KOR) |

|                                  |                                                        |       |           |                                                                                             |
| 24 maart 1973 «onderlinge duels» | Australië                                              | 6 – 0 | Indonesië | Sydney Sports Ground, Sydney Toeschouwers: 12.390 Scheidsrechter: Masatoshi Nagashima (JPN) |
| 24 maart 1973 «onderlinge duels» | Mackay 3', 40' Abonyi 23', 54' Richards 72' Baartz 78' |       |           | Sydney Sports Ground, Sydney Toeschouwers: 12.390 Scheidsrechter: Masatoshi Nagashima (JPN) |

#### Knock-outfase
| Finale |           |   |   |   |
|        |           |   |   |   |
| Gr. 4  | Australië | 3 | 0 | 3 |
| Gr. 3  | Iran      | 0 | 2 | 2 |

Finale
|                                     |                                  |       |      |                                                                                        |
| 18 augustus 1973 «onderlinge duels» | Australië                        | 3 – 0 | Iran | Sydney Sports Ground, Sydney Toeschouwers: 30.881 Scheidsrechter: Rudolf Scheurer (SUI |
| 18 augustus 1973 «onderlinge duels» | Alston 43' Abonyi 45' Wilson 83' |       |      | Sydney Sports Ground, Sydney Toeschouwers: 30.881 Scheidsrechter: Rudolf Scheurer (SUI |

|                                     |                       |       |           |                                                                                    |
| 24 augustus 1973 «onderlinge duels» | Iran                  | 2 – 0 | Australië | Aryamehrstadion, Teheran Toeschouwers: 55.997 Scheidsrechter: Pavel Kazakov (USSR) |
| 24 augustus 1973 «onderlinge duels» | Ghelichkhani 14', 32' |       |           | Aryamehrstadion, Teheran Toeschouwers: 55.997 Scheidsrechter: Pavel Kazakov (USSR) |

Australië naar de finaleronde.

### Finaleronde
|  | Halve finale zone A            | Halve finale zone A | Halve finale zone A | Halve finale zone A | Halve finale zone A |                          |            | Finale zone A en B | Finale zone A en B | Finale zone A en B | Finale zone A en B | Finale zone A en B |  |  | Finaleronde | Finaleronde | Finaleronde | Finaleronde | Finaleronde |
|  |                                |                     |                     |                     |                     |                          |            |                    |                    |                    |                    |                    |  |  |             |             |             |             |             |
|  | 26 mei – Seoul                 |                     |                     |                     |                     |                          |            |                    |                    |                    |                    |                    |  |  |             |             |             |             |             |
|  |                                |                     |                     |                     |                     |                          |            |                    |                    |                    |                    |                    |  |  |             |             |             |             |             |
|  | Hongkong                       | Hongkong            | Hongkong            | Hongkong            | 1                   |                          |            |                    |                    |                    |                    |                    |  |  |             |             |             |             |             |
|  | Hongkong                       | Hongkong            | Hongkong            | Hongkong            | 1                   | 28 mei – Seoel           |            |                    |                    |                    |                    |                    |  |  |             |             |             |             |             |
|  | Zuid-Korea                     | Zuid-Korea          | Zuid-Korea          | Zuid-Korea          | 3                   |                          |            |                    |                    |                    |                    |                    |  |  |             |             |             |             |             |
|  | Zuid-Korea                     | Zuid-Korea          | Zuid-Korea          | Zuid-Korea          | 3                   | Zuid-Korea               | Zuid-Korea | Zuid-Korea         | Zuid-Korea         | 1                  |                    |                    |  |  |             |             |             |             |             |
|  | 26 mei – Seoel                 |                     |                     |                     |                     | Zuid-Korea               | Zuid-Korea | Zuid-Korea         | Zuid-Korea         | 1                  |                    |                    |  |  |             |             |             |             |             |
|  |                                | Israël              | Israël              | Israël              | Israël              | 0                        |            |                    |                    |                    |                    |                    |  |  |             |             |             |             |             |
|  | Israël                         | Israël              | Israël              | Israël              | Israël              | 0                        | 1          |                    |                    |                    |                    |                    |  |  |             |             |             |             |             |
|  | Israël                         | Israël              | Israël              | Israël              |                     | okt./nov. – Sydney/Seoul | 1          |                    |                    |                    |                    |                    |  |  |             |             |             |             |             |
|  | Japan                          | Japan               | Japan               | Japan               | 0                   |                          |            |                    |                    |                    |                    |                    |  |  |             |             |             |             |             |
|  | Japan                          | Japan               | Japan               | Japan               | 0                   | Zuid-Korea               | 0          | 2                  | 2                  | 0                  |                    |                    |  |  |             |             |             |             |             |
|  |                                |                     |                     |                     |                     | Zuid-Korea               | 0          | 2                  | 2                  | 0                  |                    |                    |  |  |             |             |             |             |             |
|  |                                | Australië           | 0                   | 2                   | 2                   | 1                        |            |                    |                    |                    |                    |                    |  |  |             |             |             |             |             |
|  |                                | Australië           | 0                   | 2                   | 2                   | 1                        |            |                    |                    |                    |                    |                    |  |  |             |             |             |             |             |
|  | 18/24 augustus – SydneyTeheran |                     |                     |                     |                     |                          |            |                    |                    |                    |                    |                    |  |  |             |             |             |             |             |
|  |                                |                     |                     |                     |                     |                          |            |                    |                    |                    |                    |                    |  |  |             |             |             |             |             |
|  | Australië                      | Australië           | 3                   | 0                   | 3                   |                          |            |                    |                    |                    |                    |                    |  |  |             |             |             |             |             |
|  | Australië                      | Australië           | 3                   | 0                   | 3                   |                          |            |                    |                    |                    |                    |                    |  |  |             |             |             |             |             |
|  |                                |                     | Iran                | Iran                | 0                   | 2                        | 2          |                    |                    |                    |                    |                    |  |  |             |             |             |             |             |
|  |                                |                     | Iran                | Iran                | 0                   | 2                        | 2          |                    |                    |                    |                    |                    |  |  |             |             |             |             |             |
|  |                                |                     |                     |                     |                     |                          |            |                    |                    |                    |                    |                    |  |  |             |             |             |             |             |
|  |                                |                     |                     |                     |                     |                          |            |                    |                    |                    |                    |                    |  |  |             |             |             |             |             |
|  |                                |                     |                     |                     |                     |                          |            |                    |                    |                    |                    |                    |  |  |             |             |             |             |             |

Zuid-Korea leek probleemloos voor de tweede keer een WK-eindronde te halen. Na een 0-0 in Melbourne nam de ploeg in Seoel een 2-0 voorsprong tegen Australië. De Australiërs knokten zich terug in de wedstrijd en kwamen weer gelijk: 2-2. Drie dagen later moest er een beslissingswedstrijd gespeeld worden in Hongkong en Mackay schreef geschiedenis door met zijn doelpunt Australië naar de eindronde te schieten.
|                                    |           |       |            |                                                                                      |
| 28 oktober 1973 «onderlinge duels» | Australië | 0 – 0 | Zuid-Korea | Sydney Sports Ground, Sydney Toeschouwers: 32.005 Scheidsrechter: Vital Loraux (BEL) |
| 28 oktober 1973 «onderlinge duels» |           |       |            | Sydney Sports Ground, Sydney Toeschouwers: 32.005 Scheidsrechter: Vital Loraux (BEL) |

|                                     |                                 |       |                         |                                                                                |
| 10 november 1973 «onderlinge duels» | Zuid-Korea                      | 2 – 2 | Australië               | Seoulstadion, Seoel Toeschouwers: 32.000 Scheidsrechter: Arie van Gemert (NED) |
| 10 november 1973 «onderlinge duels» | Kim Jae-han 15' Ko Jae-wook 27' |       | Buljevic 29' Baartz 48' | Seoulstadion, Seoel Toeschouwers: 32.000 Scheidsrechter: Arie van Gemert (NED) |

Play-off
|                                     |            |       |            |                                                                                         |
| 13 november 1973 «onderlinge duels» | Australië  | 1 – 0 | Zuid-Korea | Government Stadium, Hongkong Toeschouwers: 27.284 Scheidsrechter: Arie van Gemert (NED) |
| 13 november 1973 «onderlinge duels» | Mackay 70' |       |            | Government Stadium, Hongkong Toeschouwers: 27.284 Scheidsrechter: Arie van Gemert (NED) |

Australië kwalificeert zich voor het hoofdtoernooi.